# Adipsophanes
Adipsophanes là một chi bướm đêm thuộc họ Noctuidae.